# Tito de Alencar Lima
Frei Tito de Alencar Lima OP (Fortaleza, 14 de setembro de 1945 — Éveux, 10 de agosto de 1974) foi um frade católico brasileiro e alvo de perseguição da ditadura militar após ser fichado pela polícia devido a sua participação em um congresso clandestino da União Nacional dos Estudantes (UNE), no ano de 1968.
É um dos casos investigados pela Comissão da Verdade, colegiado instituído pelo governo brasileiro responsável por apurar mortes e desaparecimentos no país entre 18 de setembro de 1946 e 5 de outubro de 1988 e com foco na ditadura militar brasileira.
Em 2021, uma rua no bairro Vila Leopoldina, em São Paulo, que anteriormente homenageava o torturador Sérgio Fleury (alegadamente um dos responsáveis pela perseguição a Frei Tito) foi rebatizada em sua homenagem.

## Biografia
Filho caçula de Ildefonso Rodrigues de Lima e Laura de Alencar Lima, Tito de Alencar Lima nasceu em Fortaleza.
A partir dos doze anos, por influência de sua irmã Nildes, que participava da Juventude Estudantil Católica (JEC), se aproximou da Ação Católica.
Entre 1961 e 1962, ingressou no Liceu do Ceará e na JEC, participando da União Cearense de Estudantes Secundaristas. Nessa época, também se tornou congregado mariano, atuando nas comunidades pobres como a Favela do Dendê, em Fortaleza.
Em 1963, mudou-se para Recife, após ser escolhido como dirigente regional da região nordeste da JEC.
Em 1966, ingressou no noviciado dos dominicanos em Belo Horizonte, e fez a profissão dos votos no ano seguinte. Em 1968 mudou-se para São Paulo para estudar filosofia na Universidade de São Paulo (USP) e no mesmo ano, no dia 12 de outubro, foi preso por participar do 30º Congresso da União Nacional dos Estudantes (UNE) em Ibiúna após ser fichado pela polícia e se tornar alvo de perseguição da ditadura militar. Frei Tito teve um papel fundamental para conseguir o sítio onde foi realizado o Congresso da Une em Ibiúna.
Foi preso pela segunda vez no dia 4 de novembro de 1969 junto com outros dominicanos, dentre eles: Frei Betto, Fernando de  Brito, Ivo Lesbaupin, Roberto Romano e João Valença, pela equipe do delegado Sérgio Paranhos Fleury, do Departamento de Ordem Política e Social (DOPS). Nessa ocasião, foi acusado, junto aos outros presos, de manter contatos com a Ação Libertadora Nacional (ALN) e seu dirigente, Carlos Marighella, um dos principais organizadores da luta armada contra a ditadura. Lá, Frei Tito foi submetido à palmatória e choques elétricos. Posteriormente foi transferido para o Presídio Tiradentes, onde permaneceu até 17 de fevereiro de 1970 e, em seguida, nas mãos da Justiça Militar, foi levado para a sede da Operação Bandeirantes (Oban), que posteriormente viraria o DOI-CODI.
Na prisão, Frei Tito escreveu sobre a tortura que viveu e este documento se transformou em um símbolo da luta pelos direitos humanos. Em dezembro de 1970, incluído na lista de presos políticos trocados pelo embaixador suíço Giovanni Bucher, sequestrado pela Vanguarda Popular Revolucionária (VPR), Tito foi banido do Brasil pelo governo de Emílio Garrastazu Médici e seguiu para o Chile. Sob a ameaça de novamente ser preso, fugiu para a Itália. De Roma, foi para Paris, onde recebeu apoio dos dominicanos. Traumatizado pela tortura, Frei Tito submeteu-se a um tratamento psiquiátrico e, no dia 10 de agosto de 1974, cometeu suicídio.
Posteriormente seu corpo foi trasladado para o Brasil e, no dia 25 de março de 1983, foi sepultado no Cemitério São João Batista.

## As torturas
Após o período preso no Presídio Tiradentes, Frei Tito foi levado para a sede da OBAN - local chamado por Maurício Lopes, torturador, de "sucursal do inferno”.
“Pau de arara”; choques elétricos na cabeça, nos órgãos genitais, pés, mãos e ouvidos; socos, pauladas e palmatórias são apenas alguns dos métodos de tortura pelos quais Tito passou durante 48 horas. Além disso, foi preso na chamada "cadeira do dragão" e queimado com cigarros. 
Uma noite no pau de arara, entretanto, foi o que levou o Frei à tentativa de suicídio. Tito cortou-se com uma gilete e foi levado ao Hospital Central do Exército, localizado no Cambuci. O tratamento médico pelo qual passou durou aproximadamente uma semana. Mas a tortura psicológica não deixou de acontecer. 
No início de 1970, Frei Tito foi torturado nos porões da chamada “Operação Bandeirantes”. Na prisão, ele escreveu sobre a sua tortura e o documento correu pelo mundo e se transformou em símbolo de luta pelos direitos humanos.
"Fui levado do presídio Tiradentes para a "Operação Bandeirantes", OB (Polícia do Exército), no dia 17 de fevereiro de 1970, 3ª feira, às 14 horas. O capitão Maurício veio buscar-me em companhia de dois policiais e disse: "Você agora vai conhecer a sucursal do inferno". Algemaram minhas mãos, jogaram me no porta-malas da perua. No caminho as torturas tiveram início: cutiladas na cabeça e no pescoço, apontavam-me seus revólveres.

Preso desde novembro de 1969, eu já havia sido torturado no DOPS. Em dezembro, tive minha prisão preventiva decretada pela 2ª auditoria de guerra da 2ª região militar. Fiquei sob responsabilidade do juiz auditor Dr. Nelson Guimarães. Soube posteriormente que este juiz autorizara minha ida para a OB sob “garantias de integridade física”.
Ao chegar à OB fui conduzido à sala de interrogatórios. A equipe do capitão Maurício passou a acarear-me com duas pessoas. O assunto era o Congresso da UNE em Ibiúna, em outubro de 1968. Queriam que eu esclarecesse fatos ocorridos naquela época. Apesar de declarar nada saber, insistiam para que eu “confessasse”. Pouco depois levaram-me para o “pau de arara”. Dependurado nu, com mãos e pés amarrados, recebi choques elétricos, de pilha seca, nos tendões dos pés e na cabeça. Eram seis os torturadores, comandados pelo capitão Maurício. Davam-me "telefones" (tapas nos ouvidos) e berravam impropérios. Isto durou cerca de uma hora. Descansei quinze minutos ao ser retirado do "pau de arara". O interrogatório reiniciou. As mesmas perguntas, sob cutiladas e ameaças. Quanto mais eu negava mais fortes as pancadas. A tortura, alternada de perguntas, prosseguiu até as 20 horas. Ao sair da sala, tinha o corpo marcado de hematomas, o rosto inchado, a cabeça pesada e dolorida. Um soldado carregou-me até a cela 3, onde fiquei sozinho. Era uma cela de 3 x 2,5 m, cheia de pulgas e baratas. Terrível mau cheiro, sem colchão e cobertor. Dormi de barriga vazia sobre o cimento frio e sujo.
Na quarta-feira fui acordado às 8 h. Subi para a sala de interrogatórios onde a equipe do capitão Homero esperava-me. Repetiram as mesmas perguntas do dia anterior. A cada resposta negativa, eu recebia cutiladas na cabeça, nos braços e no peito. Nesse ritmo prosseguiram até o início da noite, quando serviram a primeira refeição naquelas 48 horas: arroz, feijão e um pedaço de carne. Um preso, na cela ao lado da minha, ofereceu-me copo, água e cobertor. Fui dormir com a advertência do capitão Homero de que no dia seguinte enfrentaria a “equipe da pesada”.
Na quinta-feira três policiais acordaram-me à mesma hora do dia anterior. De estômago vazio, fui para a sala de interrogatórios. Um capitão cercado por sua equipe, voltou às mesmas perguntas. "Vai ter que falar senão só sai morto daqui", gritou. Logo depois vi que isto não era apenas uma ameaça, era quase uma certeza. Sentaram-me na "cadeira do dragão" (com chapas metálicas e fios), descarregaram choques nas mãos, nos pés, nos ouvidos e na cabeça. Dois fios foram amarrados em minhas mãos e um na orelha esquerda. A cada descarga, eu estremecia todo, como se o organismo fosse se decompor. Da sessão de choques passaram-me ao "pau de arara". Mais choques, pauladas no peito e nas pernas a cada vez que elas se curvavam para aliviar a dor. Uma hora depois, com o corpo todo ferido e sangrando, desmaiei. Fui desamarrado e reanimado. Conduziram-me a outra sala dizendo que passariam a carga elétrica para 230 volts a fim de que eu falasse "antes de morrer". Não chegaram a fazê-lo. Voltaram às perguntas, batiam em minhas mãos com palmatória. As mãos ficaram roxas e inchadas, a ponto de não ser possível fechá-las. Novas pauladas. Era impossível saber qual parte do corpo doía mais; tudo parecia massacrado. Mesmo que quisesse, não poderia responder às perguntas: o raciocínio não se ordenava mais, restava apenas o desejo de perder novamente os sentidos. Isto durou até as 10 h quando chegou o capitão Albernaz.
"Nosso assunto agora é especial", disse o capitão Albernaz, ligou os fios em meus membros. "Quando venho para a OB - disse - deixo o coração em casa. Tenho verdadeiro pavor a padre e para matar terrorista nada me impede... Guerra é guerra, ou se mata ou se morre. Você deve conhecer fulano e sicrano (citou os nomes de dois presos políticos que foram barbaramente torturados por ele), darei a você o mesmo tratamento que dei a eles: choques o dia todo. Todo "não" que você disser, maior a descarga elétrica que vai receber". Eram três militares na sala. Um deles gritou: "Quero nomes e aparelhos (endereços de pessoas)". Quando respondi: "não sei" recebi uma descarga elétrica tão forte, diretamente ligada à tomada, que houve um descontrole em minhas funções fisiológicas. O capitão Albernaz queria que eu dissesse onde estava o Frei Ratton. Como não soubesse, levei choques durante quarenta minutos.
Queria os nomes de outros padres de São Paulo, Rio e Belo Horizonte "metidos na subversão". Partiu para a ofensa moral: "Quais os padres que têm amantes? Por que a Igreja não expulsou vocês? Quem são os outros padres terroristas?". Declarou que o interrogatório dos dominicanos feito pelo DOPS tinha sido "a toque de caixa" e que todos os religiosos presos iriam à OB prestar novos depoimentos. Receberiam também o mesmo "tratamento". Disse que a "Igreja é corrupta, pratica agiotagem, o Vaticano é dono das maiores empresas do mundo". Diante de minhas negativas, aplicavam-me choques, davam-me socos, pontapés e pauladas nas costas. A certa altura, o capitão Albernaz mandou que eu abrisse a boca "para receber a hóstia sagrada". Introduziu um fio elétrico. Fiquei com a boca toda inchada, sem poder falar direito. Gritaram difamações contra a Igreja, berraram que os padres são homossexuais porque não se casam. Às 14 horas encerraram a sessão. Carregado, voltei à cela onde fiquei estirado no chão.
Às 18 horas serviram jantar, mas não consegui comer. Minha boca era uma ferida só. Pouco depois levaram-me para uma "explicação". Encontrei a mesma equipe do capitão Albernaz. Voltaram às mesmas perguntas. Repetiram as difamações. Disse que, em vista de minha resistência à tortura, concluíram que eu era um guerrilheiro e devia estar escondendo minha participação em assaltos a bancos. O "interrogatório" reiniciou para que eu confessasse os assaltos: choques, pontapés nos órgãos genitais e no estômago, palmatórias, pontas de cigarro no meu corpo. Durante cinco horas apanhei como um cachorro. No fim, fizeram-me passar pelo "corredor polonês". Avisaram que aquilo era a estreia do que iria ocorrer com os outros dominicanos. Quiseram me deixar dependurado toda a noite no "pau de arara". Mas o capitão Albernaz objetou: "não é preciso, vamos ficar com ele aqui mais dias. Se não falar, será quebrado por dentro, pois sabemos fazer as coisas sem deixar marcas visíveis". "Se sobreviver, jamais esquecerá o preço de sua valentia".
Na cela eu não conseguia dormir. A dor crescia a cada momento. Sentia a cabeça dez vezes maior do que o corpo. Angustiava-me a possibilidade de os outros padres sofrerem o mesmo. Era preciso pôr um fim àquilo. Sentia que não iria aguentar mais o sofrimento prolongado. Só havia uma solução: matar-me.
Na cela cheia de lixo, encontrei uma lata vazia. Comecei a amolar sua ponta no cimento. O preso ao lado pressentiu minha decisão e pediu que eu me acalmasse. Havia sofrido mais do que eu (teve os testículos esmagados) e não chegara ao desespero. Mas no meu caso, tratava-se de impedir que outros viessem a ser torturados e de denunciar à opinião pública e à Igreja o que se passa nos cárceres brasileiros. Só com o sacrifício de minha vida isto seria possível, pensei. Como havia um Novo Testamento na cela, li a Paixão segundo São Mateus. O Pai havia exigido o sacrifício do Filho como prova de amor aos homens. Desmaiei envolto em dor e febre.
Na sexta-feira fui acordado por um policial. Havia ao meu lado um novo preso: um rapaz português que chorava pelas torturas sofridas durante a madrugada. O policial advertiu-me: "o senhor tem hoje e amanhã para decidir falar. Senão a turma da pesada repete o mesmo pau. Já perderam a paciência e estão dispostos a matá-lo aos pouquinhos". Voltei aos meus pensamentos da noite anterior. Nos pulsos, eu havia marcado o lugar dos cortes. Continuei amolando a lata. Ao meio-dia tiraram-me para fazer a barba. Disseram que eu iria para a penitenciária. Raspei mal a barba, voltei à cela. Passou um soldado. Pedi que me emprestasse a "gillete" para terminar a barba. O português dormia. Tomei a gillete. Enfiei-a com força na dobra interna do cotovelo, no braço esquerdo. O corte fundo atingiu a artéria. O jato de sangue manchou o chão da cela. Aproximei-me da privada, apertei o braço para que o sangue jorrasse mais depressa. Mais tarde recobrei os sentidos num leito do pronto-socorro do Hospital das Clínicas. No mesmo dia transferiram-me para um leito do Hospital Militar. O Exército temia a repercussão, não avisaram a ninguém do que ocorrera comigo. No corredor do Hospital Militar, o capitão Maurício dizia desesperado aos médicos: "Doutor, ele não pode morrer de jeito nenhum. Temos que fazer tudo, senão estamos perdidos". No meu quarto a OB deixou seis soldados de guarda.
No sábado teve início a tortura psicológica. Diziam: "A situação agora vai piorar para você, que é um padre suicida e terrorista. A Igreja vai expulsá-lo". Não deixavam que eu repousasse. Falavam o tempo todo, jogavam, contavam-me estranhas histórias. Percebi logo que, a fim de fugirem à responsabilidade de meu ato e o justificarem, queriam que eu enlouquecesse.
Na segunda noite recebi a visita do juiz auditor acompanhado de um padre do Convento e um bispo auxiliar de São Paulo. Haviam sido avisados pelos presos políticos do presídio Tiradentes. Um médico do hospital examinou-me à frente deles mostrando os hematomas e cicatrizes, os pontos recebidos no hospital das Clínicas e as marcas de tortura. O juiz declarou que aquilo era "uma estupidez" e que iria apurar responsabilidades. Pedi a ele garantias de vida e que eu não voltaria à OB, o que prometeu.
De fato fui bem tratado pelos militares do Hospital Militar, exceto os da OB que montavam guarda em meu quarto. As irmãs vicentinas deram-me toda a assistência necessária, mas não se cumpriu a promessa do juiz. Na sexta-feira, dia 27, fui levado de manhã para a OB. Fiquei numa cela até o fim da tarde sem comer. Sentia-me tonto e fraco, pois havia perdido muito sangue e os ferimentos começavam a cicatrizar-se. À noite entregaram-me de volta ao Presídio Tiradentes.
É preciso dizer que o que ocorreu comigo não é exceção, é regra. Raros os presos políticos brasileiros que não sofreram torturas. Muitos, como Schael Schneiber e Virgílio Gomes da Silva, morreram na sala de torturas. Outros ficaram surdos, estéreis ou com outros defeitos físicos. A esperança desses presos coloca-se na Igreja, única instituição brasileira fora do controle estatal-militar. Sua missão é: defender e promover a dignidade humana. Onde houver um homem sofrendo, é o Mestre que sofre. É hora de nossos bispos dizerem um BASTA às torturas e injustiças promovidas pelo regime, antes que seja tarde.
A Igreja não pode omitir-se. As provas das torturas trazemos no corpo. Se a Igreja não se manifestar contra essa situação, quem o fará? Ou seria necessário que eu morresse para que alguma atitude fosse tomada? Num momento como este o silêncio é omissão. Se falar é um risco, é muito mais um testemunho. A Igreja existe como sinal e sacramento da justiça de Deus no mundo.
"Não queremos, irmãos, que ignoreis a tribulação que nos sobreveio. Fomos maltratados desmedidamente, além das nossas forças, a ponto de termos perdido a esperança de sairmos com vida. Sentíamos dentro de nós mesmos a sentença de morte: deu-se isso para que saibamos pôr a nossa confiança, não em nós, mas em Deus, que ressuscita os mortos" (2Cor, 8-9).
Faço esta denúncia e este apelo a fim de que se evite amanhã a triste notícia de mais um morto pelas torturas."

- Frei Tito de Alencar Lima, OP, fevereiro de 1970
Em 13 de janeiro 1971, Tito foi deportado para o Chile e, sob a ameaça de novamente ser preso, fugiu para a Itália. De Roma foi para Paris, onde recebeu apoio dos dominicanos.
Traumatizado pela tortura que teria sofrido, Frei Tito submeteu-se a um tratamento psiquiátrico. Seu estado era instável, vivendo uma agoniada alternância entre prisão e liberdade diante do passado.
O convento de Saint Jacques, localizado em Paris, abrigou Tito até junho de 1973. Lá, passou a estudar na Universidade de Sorbonne. O tratamento psiquiátrico, entretanto, não foi suficiente para que a sanidade fosse recuperada. O Frei foi, então, enviado para o convento dominicano de Sainte Marie de la Tourette, em Eveux.
Uma vez, em pânico, recusou-se a entrar no convento e os frades chamaram o frei Xavier Plassat. Ao encontrar Tito, no meio da chuva, assustado e escondido atrás de uma árvore, dizia que Fleury não o deixava entrar no convento. Xavier então pediu a Tito para tomar café com a "autorização de Fleury" (segundo a visão de Tito). Ao entrar no carro, Xavier pediu a Tito que esperasse no carro enquanto buscava alguns agasalhos. Quando Xavier voltou para o veículo, Tito estava fora do carro (escondido na mesma árvore) e assustado, como se Fleury tivesse entrado no automóvel.

### Morte
No dia 10 de agosto de 1974, um morador dos arredores de Lyon encontrou o corpo de Frei Tito suspenso por uma corda. A causa da morte tornou-se um enigma. Suspeita-se que Tito tenha cometido suicídio.
Foi enterrado no cemitério dominicano do Convento Sainte-Marie de La Tourette em Éveux. Em 25 de março de 1983, o corpo de Frei Tito chegou ao Brasil. Antes de chegar a Fortaleza, passou por São Paulo, onde foi realizada uma celebração litúrgica em sua memória e na de Alexandre Vannucchi. Cercado por bispos e numeroso grupo de sacerdotes, Dom Paulo Evaristo Arns repudiou a tragédia da tortura em missa de corpo presente acompanhada por mais de quatro mil pessoas. A missa foi celebrada em trajes vermelhos, usados em celebrações dos mártires.

### A agenda
Poucos dias antes de morrer, Frei Tito escreveu na sua agenda:
" São noites de silêncio
Vozes que clamam num espaço infinito
Um silêncio do homem e um silêncio de Deus. "

## Pensão especial
Em 2015 foi sancionada a lei 13.148, de 16.7.2015, publicada no Diário Oficial da União de 17.7.2015, que concede pensão especial aos herdeiros de Frei Tito de Alencar Lima.

## Homenagens
Na quinta-feira do dia 11 de agosto de 2016, a Câmara Municipal de São Paulo concedeu o Título de Cidadão Paulistano ao Frei Tito de Alencar Lima. A homenagem em memória foi recebida pela sobrinha do Frei, Vera Lúcia de Alencar Lima. No seu discurso ela ressaltou a trajetória de seu tio: “O título é o reconhecimento da luta do Frei Tito pela justiça e liberdade. É uma iniciativa louvável, porque continuamos vendo muitas torturas e prisões, principalmente da juventude negra e pobre. A luta dele continua”.
Quem também estava presente era o Frei Dominicano João Xerri que louvou a homenagem afirmando que: “É importante não repetirmos os mesmo erros, e o Frei Tito e outros militantes são um incentivo para a juventude atual”.
A homenagem foi proposta pelo vereador Toninho Vespoli do Partido Socialismo e Liberdade (PSOL). Ele salientou em reportagem para o portal da Câmara Municipal de São Paulo a importância daquele evento: “O Frei Tito foi torturado pela ditadura e isso tem a ver com o atual momento histórico que vivemos. A nossa democracia é recente e precisa de muita discussão. Essa homenagem é um reconhecimento da luta dele e de todos os brasileiros que enfrentaram a ditadura para termos direito à liberdade de expressão”.